# Tandoori (album)
Pour les articles homonymes, voir Tandoori (homonymie).
Albums de Eiffel
Les yeux fermés
(2004) A tout moment
(2009)
Tandoori est le troisième album studio du groupe de rock français Eiffel. Il est sorti le 15 janvier 2007.
Très attendu par les fans puisque le précédent opus, Le Quart d'heure des ahuris, datait de 2002, cet album se situe plutôt dans la lignée de l’album solo de Romain Humeau, L'Éternité de l'instant. L’album a en effet été enregistré avec un son plus brut, plus proche de la configuration live, que les précédents. Par ailleurs, Romain Humeau accorde manifestement de plus en plus d’importance à ses textes, qui sont désormais définitivement au centre des compositions. Un seul single a été extrait de l’album : Ma part d’ombre. Deux chansons sont chantées intégralement en anglais : Loony Tune for the Moon et Gnomes on my Back.
L'album s'est classé à la 36e place du classement de ventes d'albums en France.

## Accueil critique
Pour le site Forces parallèles, qui lui donne 4 étoiles sur 5, l'album est un « merveilleux disque de rock » « plus brutal et physique » ainsi que « plus politique » que les deux premiers, comportant des « morceaux forts émotionnellement aux mélodies précises et soignées mais pas travaillées jusqu’à l’écœurement ». Il regrette seulement « que quelques morceaux soient trop lourds et ne se permettent pas cette liberté, particulièrement Tes vanités et L’Opium du peuple ». Le site albumrock lui donne 3,5 guitares sur 5, évoquant « un rock charnel et à vif », plus proche de celui de Noir désir que les deux premiers albums, et qui mêle « subtilement une urgence fiévreuse (Ma part d’ombre, Saoul, l’expéditif L’Opium du peuple) et un songwriting merveilleusement tendu et racé (Dispersés, Looney Tune for the Moon, Rien n’est pour de vrai) ». Il ajoute que « le disque enfile les couplets gracieux et les envolées rageuses avec un bonheur certain » et regrette néanmoins « que la production, mettant très en avant la voix, occulte trop le mugissement des guitares ». Michaël Patin, du site magicrpm, est plus mitigé, affirmant que bien que « les qualités soient intactes : jeu dynamique, son vaste et acéré, chant au cordeau, variations mélodiques élégantes, on ne peut feindre d'ignorer que cet album est la copie presque conforme du précédent », ce qui est selon lui un « signe d'immobilisme regrettable pour ce groupe atypique et attachant ».

## Liste des pistes
| No  | Titre                    | Durée |
| --- | ------------------------ | ----- |
| 1.  | Loony Tune for the Moon  | 3:07  |
| 2.  | Ma part d'ombre          | 2:38  |
| 3.  | Saoul                    | 3:27  |
| 4.  | Paris minuit             | 3:28  |
| 5.  | Belle de jour            | 3:14  |
| 6.  | Avec des si              | 2:58  |
| 7.  | Dispersés                | 2:22  |
| 8.  | Bigger than the Biggest  | 5:00  |
| 9.  | Qu'ai-je donc à donner ? | 3:13  |
| 10. | Shalom                   | 3:10  |
| 11. | Tandoori                 | 3:08  |
| 12. | Rien n'est pour de vrai  | 3:15  |
| 13. | Gnomes on my Back        | 3:04  |
| 14. | Tes vanités              | 3:15  |
| 15. | L'Opium du peuple        | 1:02  |
| 16. | Une à une                | 2:56  |

## Musiciens
- Estelle Humeau : guitare, hammond, castagnettes, chœurs
- Hugo Cechosz : basse, contrebasse, chœurs
- Romain Humeau : chant, guitare, piano, chœurs
- Emiliano Turi : batterie, percussions

## Musiciens invités
- Quatuor à cordes : Mark Steylaerts (1er violon), Véronique Gilis (2e violon), Aurélie Entringer (alto) et Karel Steylaters (violoncelle) sur Belle de jour, Dispersés et Une à une.
- Joseph Doherty : traduction en anglais sur les chansons Loony Tune for the Moon et Gnomes on my Back.

## Singles
- Ma part d'ombre (2006)
- Qu'ai-je donc à donner ? (2007)